# Mistrzostwa Świata w Kolarstwie Torowym 1911
19. Mistrzostwa Świata w Kolarstwie Torowym 1911 odbyły się w stolicy Królestwa Włoch – Rzymie.

## Medaliści

### Mężczyźni
| Konkurencja                              | Złoto              | Srebro              | Brąz               |
| ---------------------------------------- | ------------------ | ------------------- | ------------------ |
| Sprint indywidualny amatorów             | William Bailey     | Angelo Feroci       | Guido Gasparinetti |
| Wyścig ze startu zatrzymanego amatorów   | Leon Meredith      | Hubertus Mulckhuyse | Pietro Lori        |
| Sprint indywidualny zawodowców           | Thorvald Ellegaard | Léon Hourlier       | Julien Pouchois    |
| Wyścig ze startu zatrzymanego zawodowców | Georges Parent     | Louis Darragon      | Jimmy Moran        |

## Klasyfikacja medalowa
| Miejsce | Państwo           |   |   |   | Razem |
| ------- | ----------------- | - | - | - | ----- |
| 1.      | Wielka Brytania   | 2 | 0 | 0 | 2     |
| 2.      | Francja           | 1 | 2 | 1 | 4     |
| 3.      | Dania             | 1 | 0 | 0 | 1     |
| 4.      | Włochy            | 0 | 1 | 2 | 3     |
| 5.      | Holandia          | 0 | 1 | 0 | 1     |
| 6.      | Stany Zjednoczone | 0 | 0 | 1 | 1     |